# No Deals, Mr. Bond
No Deals, Mr. Bond (på dansk: 007 – mislykket operation) er en kriminalroman fra 1987 af John Gardner. Romanen er hans sjette om den hemmelige britiske agent James Bond, der blev skabt af Ian Fleming.
Gardners oprindelige forslag til bogens titel var Tomorrow Always Comes, mens forlæggerne foreslog Oh No, Mr. Bond! og Bond Fights Back. Til sidst faldt valget så på No Deals, Mr. Bond, skønt Gardner betegner både den og forlæggernes forslag som "frygtelige".

## Plot
En MI6-operation mod nogle højtstående Sovjet-officerer forklædt som kærlighedsaffærer går galt, og MI6's folk må trækkes ud i en fart. Fem år senere bliver to af de involverede myrdet, og nu må Bond sikre de sidste tre, før turen kommer til dem. Men som turen går fra England via Irland til Hong Kong, bliver sagen hurtigt mere og mere farlig og kompliceret. Vil to Sovjet-officerer virkelig hoppe af, og hvem blandt Bonds egne er det, der forråder dem?

## Trivia
- På et tidspunkt i romanen nævnes den tidligere Bond-forfatter Kingsley Amis. En af de officerer, der hopper af, fortæller om en spørgeskemaundersøgelse, der var blevet lavet blandt paskontrollanter om deres interesser og læsevaner. Den viste blandt andet at "yderst få er nået så langt som til Margaret Drabble eller Kingsley Amis".

| Bog | Spire Denne artikel om bøger og tidsskrifter er en spire som bør udbygges. Du er velkommen til at hjælpe Wikipedia ved at udvide den. |